# Živa(II) sulfat
Živa(II) sulfat je hemijsko jedinjenje sa formulom O4. To je bezbojna čvrsta materija koja formira bele granule ili kristalni prah. U vodi se razdvaja kao nerastvorni sulfat žute boje i sumporna kieselina.

## Proizvodnja
Živa sulfat, HgSO4, se može formirati na dva načina:
- Zagrevanjem koncentrovane  se elementarnom živom:[6]

- Ili, rastvaranjem čvrstog žutog živa oksida u koncentrovanoj sumpornoj kiselini i vodi.[7]